# Šachrijar Mamedjarov
Šachrijar Hamid oghlu Mamedjarov (ázerbájdžánsky Şəhriyar Həmid oğlu Məmmədyarov, rusky Шахрияр Мамедьяров, Šachrijar Mameďjarov; * 12. dubna 1985 Sumqayıt, Ázerbájdžánská SSR) je ázerbájdžánský šachový velmistr, pocházející z Sovětského svazu. Je prvním hráčem, který vyhrál dvakrát mistrovství světa juniorů.
Jeho současné FIDE ELO činí 2767 (únor 2022), se kterým se řadí na 9. místo v oficiálním žebříčku nejlepších šachistů.

## Kariéra
Mamedjarov pochází z rodiny, kde sice otec reprezentoval ve vzpírání, ale všechny děti se úspěšně věnovaly šachu. Ázerbájdžán reprezentují i jeho sestry Zeinab Mamedjarovová a Turkan Mamedjarovová, obě mají titul mezinárodních velmistryň podle ženských norem. Šachy hraje od osmi let.
Od mládí se stal spolu s Tejmurem Radžabovem tahounem silné generace ázerbájdžánských šachistů. Už v roce 2000 poprvé startoval na Šachové olympiádě. V roce 2002 získal titul mezinárodního velmistra, kterým se tak stal ve svých 17 letech, a vyhrál mistrovství Evropy mládeže do 18 let. O rok později vyhrál ve stejné kategorii světový titul a také se poprvé stal mistrem světa juniorů. Zlato z juniorského mistrovství světa získal podruhé v roce 2005, což se před ním nikomu nepodařilo. Díky tomu dostal i pozvánku na uzavřený Essent Chess Tournament v Hoogeveenu, kde v poli čtyř hráčů vyhrál před Judit Polgárovou a Veselinem Topalovem. Rok 2006 byl pro něj velmi úspěšný, když kromě Hoogeveenu zvítězil také v Dubaji, na Aeroflot Open v Moskvě, v Reykjavíku, v Baku a druhý skončil v Bielu. Vítězství v Hoogeveenu o rok později zopakoval před Loekem van Welym.
Nadále úspěšně startoval v týmových soutěžích a snažil se prosadit ve velkých turnajích. V roce 2010 se mu to podařilo dělenými prvními místy na turnaji v Baku (na pomocné kritérium za Kramnikem, kterého ale ve vzájemné partii porazil) a na Talově memoriálu (na pomocná kritéria třetí za Karjakinem a Aronjanem). Výsledkem úspěchů byl jeho postup do turnaje kandidátů mistrovství světa hraného v Kazani v roce 2011. Ve čtvrtfinále tam sice změnou svého repertoáru zahájení zaskočil Borise Gelfanda, ten se ale s překvapením vypořádal a zápas a nakonec i celý turnaj vyhrál.
Druhým místem v seriálu Grand Prix FIDE 2012/13 se znovu kvalifikoval do turnaje kandidátů mistrovství světa. V Chanty-Mansijsku se v roce 2014 hrál turnaj kandidátů pro změnu systémem dvakrát každý s každým. Mamedjarov špatně začal, prohrál dvě partie z prvních tří kol, a až v závěru se vrátil na vyrovnanou bilanci 7 bodů ze 14 partií.
V roce 2013 se díky velkému finiši stal mistrem světa v rapid šachu, výsledkem 11,5 bodu z 15 partií, o půl bodu před Janem Něpomňaščim. V roce 2014 vyhrál znovu Talův memoriál, tentokrát hraný v bleskovém tempu.
Navzdory tomu, že dosáhl vysokého ELO (v srpnu 2013 až 2775), nedaří se mu udržet stabilitu a vyhrávat velké turnaje pravidelně.
Pravidelně se účastnil festivalů Czech Open v Pardubicích, kde býval ratingově nejvýše postaveným hráčem.

## Herní styl
Vyniká útočným stylem, ve kterém se ale nedokáže vyvarovat chyb. Vyhovuje mu rychlé tempo hry a týmové soutěže.

## Vybrané partie
Jevgenij Alexejev – Šachrijar Mamedjarov, MS juniorů 2005: 1. c4 Jf6 2. Jc3 g6 3. e4 d6 4. g3 Sg7 5. Sg2 O-O 6. Jge2 c5 7. d3 Jc6 8. O-O a6 9. h3 Vb8 10. a4 Sd7 11. Se3 Je8 12. d4 cxd4 13. Jxd4 Jc7 14. Kh2 Je6 15. Jde2 Ja5 16. b3 b5 17. cxb5 axb5 18. b4 Jc4 19. Ba7 bxa4! oběť kvality za iniciativu a prostor pro rozehrání svých figur 20. Sxb8 Dxb8 21. Jd5 Ve8 22. Va2 Jd8!? 23. Dc2 e6 24. Jdf4 Jb6 25. Vc1 Jc6 26. Jd3 Ja7 27. Dd2 Sb5 28. Jc3 Sc4 29. Jxa4 Sxa2 30. Dxa2 Jd7 31. Jab2 h5 32. h4? Jb5 33. Jc4 Jf6 34. Kg1 Vc8 35. Dd2 Jg4 36. Ja5 Sc3 37. Dd1 Vc7 38. Sf1 Da7 39. Da4 Jxf2 40. Jxf2 De3 41. Dd1 Sd4 42. Vc2 Dxg3+ 43. Sg2 Se3 44. Jb3 Vxc2 45. Dxc2 Sxf2+ 46. Dxf2 Dxb3 a bílý se vzdal.
|   | a | b | c | d | e | f | g | h |   |
| 8 | f8 bílý jezdec · h8 černý věž · a7 černý věž · d7 černý střelec · e7 černý král · h7 černý pěšec · f6 černý pěšec · g6 černý pěšec · h6 bílý věž · a5 černý pěšec · b5 černý pěšec · e5 černý pěšec · e4 bílý pěšec · g4 bílý střelec · c3 bílý pěšec · a2 bílý pěšec · b2 bílý pěšec · f2 bílý pěšec · g2 bílý pěšec · c1 bílý král · d1 bílý věž | f8 bílý jezdec · h8 černý věž · a7 černý věž · d7 černý střelec · e7 černý král · h7 černý pěšec · f6 černý pěšec · g6 černý pěšec · h6 bílý věž · a5 černý pěšec · b5 černý pěšec · e5 černý pěšec · e4 bílý pěšec · g4 bílý střelec · c3 bílý pěšec · a2 bílý pěšec · b2 bílý pěšec · f2 bílý pěšec · g2 bílý pěšec · c1 bílý král · d1 bílý věž | f8 bílý jezdec · h8 černý věž · a7 černý věž · d7 černý střelec · e7 černý král · h7 černý pěšec · f6 černý pěšec · g6 černý pěšec · h6 bílý věž · a5 černý pěšec · b5 černý pěšec · e5 černý pěšec · e4 bílý pěšec · g4 bílý střelec · c3 bílý pěšec · a2 bílý pěšec · b2 bílý pěšec · f2 bílý pěšec · g2 bílý pěšec · c1 bílý král · d1 bílý věž | f8 bílý jezdec · h8 černý věž · a7 černý věž · d7 černý střelec · e7 černý král · h7 černý pěšec · f6 černý pěšec · g6 černý pěšec · h6 bílý věž · a5 černý pěšec · b5 černý pěšec · e5 černý pěšec · e4 bílý pěšec · g4 bílý střelec · c3 bílý pěšec · a2 bílý pěšec · b2 bílý pěšec · f2 bílý pěšec · g2 bílý pěšec · c1 bílý král · d1 bílý věž | f8 bílý jezdec · h8 černý věž · a7 černý věž · d7 černý střelec · e7 černý král · h7 černý pěšec · f6 černý pěšec · g6 černý pěšec · h6 bílý věž · a5 černý pěšec · b5 černý pěšec · e5 černý pěšec · e4 bílý pěšec · g4 bílý střelec · c3 bílý pěšec · a2 bílý pěšec · b2 bílý pěšec · f2 bílý pěšec · g2 bílý pěšec · c1 bílý král · d1 bílý věž | f8 bílý jezdec · h8 černý věž · a7 černý věž · d7 černý střelec · e7 černý král · h7 černý pěšec · f6 černý pěšec · g6 černý pěšec · h6 bílý věž · a5 černý pěšec · b5 černý pěšec · e5 černý pěšec · e4 bílý pěšec · g4 bílý střelec · c3 bílý pěšec · a2 bílý pěšec · b2 bílý pěšec · f2 bílý pěšec · g2 bílý pěšec · c1 bílý král · d1 bílý věž | f8 bílý jezdec · h8 černý věž · a7 černý věž · d7 černý střelec · e7 černý král · h7 černý pěšec · f6 černý pěšec · g6 černý pěšec · h6 bílý věž · a5 černý pěšec · b5 černý pěšec · e5 černý pěšec · e4 bílý pěšec · g4 bílý střelec · c3 bílý pěšec · a2 bílý pěšec · b2 bílý pěšec · f2 bílý pěšec · g2 bílý pěšec · c1 bílý král · d1 bílý věž | f8 bílý jezdec · h8 černý věž · a7 černý věž · d7 černý střelec · e7 černý král · h7 černý pěšec · f6 černý pěšec · g6 černý pěšec · h6 bílý věž · a5 černý pěšec · b5 černý pěšec · e5 černý pěšec · e4 bílý pěšec · g4 bílý střelec · c3 bílý pěšec · a2 bílý pěšec · b2 bílý pěšec · f2 bílý pěšec · g2 bílý pěšec · c1 bílý král · d1 bílý věž | 8 |
| 7 | f8 bílý jezdec · h8 černý věž · a7 černý věž · d7 černý střelec · e7 černý král · h7 černý pěšec · f6 černý pěšec · g6 černý pěšec · h6 bílý věž · a5 černý pěšec · b5 černý pěšec · e5 černý pěšec · e4 bílý pěšec · g4 bílý střelec · c3 bílý pěšec · a2 bílý pěšec · b2 bílý pěšec · f2 bílý pěšec · g2 bílý pěšec · c1 bílý král · d1 bílý věž | f8 bílý jezdec · h8 černý věž · a7 černý věž · d7 černý střelec · e7 černý král · h7 černý pěšec · f6 černý pěšec · g6 černý pěšec · h6 bílý věž · a5 černý pěšec · b5 černý pěšec · e5 černý pěšec · e4 bílý pěšec · g4 bílý střelec · c3 bílý pěšec · a2 bílý pěšec · b2 bílý pěšec · f2 bílý pěšec · g2 bílý pěšec · c1 bílý král · d1 bílý věž | f8 bílý jezdec · h8 černý věž · a7 černý věž · d7 černý střelec · e7 černý král · h7 černý pěšec · f6 černý pěšec · g6 černý pěšec · h6 bílý věž · a5 černý pěšec · b5 černý pěšec · e5 černý pěšec · e4 bílý pěšec · g4 bílý střelec · c3 bílý pěšec · a2 bílý pěšec · b2 bílý pěšec · f2 bílý pěšec · g2 bílý pěšec · c1 bílý král · d1 bílý věž | f8 bílý jezdec · h8 černý věž · a7 černý věž · d7 černý střelec · e7 černý král · h7 černý pěšec · f6 černý pěšec · g6 černý pěšec · h6 bílý věž · a5 černý pěšec · b5 černý pěšec · e5 černý pěšec · e4 bílý pěšec · g4 bílý střelec · c3 bílý pěšec · a2 bílý pěšec · b2 bílý pěšec · f2 bílý pěšec · g2 bílý pěšec · c1 bílý král · d1 bílý věž | f8 bílý jezdec · h8 černý věž · a7 černý věž · d7 černý střelec · e7 černý král · h7 černý pěšec · f6 černý pěšec · g6 černý pěšec · h6 bílý věž · a5 černý pěšec · b5 černý pěšec · e5 černý pěšec · e4 bílý pěšec · g4 bílý střelec · c3 bílý pěšec · a2 bílý pěšec · b2 bílý pěšec · f2 bílý pěšec · g2 bílý pěšec · c1 bílý král · d1 bílý věž | f8 bílý jezdec · h8 černý věž · a7 černý věž · d7 černý střelec · e7 černý král · h7 černý pěšec · f6 černý pěšec · g6 černý pěšec · h6 bílý věž · a5 černý pěšec · b5 černý pěšec · e5 černý pěšec · e4 bílý pěšec · g4 bílý střelec · c3 bílý pěšec · a2 bílý pěšec · b2 bílý pěšec · f2 bílý pěšec · g2 bílý pěšec · c1 bílý král · d1 bílý věž | f8 bílý jezdec · h8 černý věž · a7 černý věž · d7 černý střelec · e7 černý král · h7 černý pěšec · f6 černý pěšec · g6 černý pěšec · h6 bílý věž · a5 černý pěšec · b5 černý pěšec · e5 černý pěšec · e4 bílý pěšec · g4 bílý střelec · c3 bílý pěšec · a2 bílý pěšec · b2 bílý pěšec · f2 bílý pěšec · g2 bílý pěšec · c1 bílý král · d1 bílý věž | f8 bílý jezdec · h8 černý věž · a7 černý věž · d7 černý střelec · e7 černý král · h7 černý pěšec · f6 černý pěšec · g6 černý pěšec · h6 bílý věž · a5 černý pěšec · b5 černý pěšec · e5 černý pěšec · e4 bílý pěšec · g4 bílý střelec · c3 bílý pěšec · a2 bílý pěšec · b2 bílý pěšec · f2 bílý pěšec · g2 bílý pěšec · c1 bílý král · d1 bílý věž | 7 |
| 6 | f8 bílý jezdec · h8 černý věž · a7 černý věž · d7 černý střelec · e7 černý král · h7 černý pěšec · f6 černý pěšec · g6 černý pěšec · h6 bílý věž · a5 černý pěšec · b5 černý pěšec · e5 černý pěšec · e4 bílý pěšec · g4 bílý střelec · c3 bílý pěšec · a2 bílý pěšec · b2 bílý pěšec · f2 bílý pěšec · g2 bílý pěšec · c1 bílý král · d1 bílý věž | f8 bílý jezdec · h8 černý věž · a7 černý věž · d7 černý střelec · e7 černý král · h7 černý pěšec · f6 černý pěšec · g6 černý pěšec · h6 bílý věž · a5 černý pěšec · b5 černý pěšec · e5 černý pěšec · e4 bílý pěšec · g4 bílý střelec · c3 bílý pěšec · a2 bílý pěšec · b2 bílý pěšec · f2 bílý pěšec · g2 bílý pěšec · c1 bílý král · d1 bílý věž | f8 bílý jezdec · h8 černý věž · a7 černý věž · d7 černý střelec · e7 černý král · h7 černý pěšec · f6 černý pěšec · g6 černý pěšec · h6 bílý věž · a5 černý pěšec · b5 černý pěšec · e5 černý pěšec · e4 bílý pěšec · g4 bílý střelec · c3 bílý pěšec · a2 bílý pěšec · b2 bílý pěšec · f2 bílý pěšec · g2 bílý pěšec · c1 bílý král · d1 bílý věž | f8 bílý jezdec · h8 černý věž · a7 černý věž · d7 černý střelec · e7 černý král · h7 černý pěšec · f6 černý pěšec · g6 černý pěšec · h6 bílý věž · a5 černý pěšec · b5 černý pěšec · e5 černý pěšec · e4 bílý pěšec · g4 bílý střelec · c3 bílý pěšec · a2 bílý pěšec · b2 bílý pěšec · f2 bílý pěšec · g2 bílý pěšec · c1 bílý král · d1 bílý věž | f8 bílý jezdec · h8 černý věž · a7 černý věž · d7 černý střelec · e7 černý král · h7 černý pěšec · f6 černý pěšec · g6 černý pěšec · h6 bílý věž · a5 černý pěšec · b5 černý pěšec · e5 černý pěšec · e4 bílý pěšec · g4 bílý střelec · c3 bílý pěšec · a2 bílý pěšec · b2 bílý pěšec · f2 bílý pěšec · g2 bílý pěšec · c1 bílý král · d1 bílý věž | f8 bílý jezdec · h8 černý věž · a7 černý věž · d7 černý střelec · e7 černý král · h7 černý pěšec · f6 černý pěšec · g6 černý pěšec · h6 bílý věž · a5 černý pěšec · b5 černý pěšec · e5 černý pěšec · e4 bílý pěšec · g4 bílý střelec · c3 bílý pěšec · a2 bílý pěšec · b2 bílý pěšec · f2 bílý pěšec · g2 bílý pěšec · c1 bílý král · d1 bílý věž | f8 bílý jezdec · h8 černý věž · a7 černý věž · d7 černý střelec · e7 černý král · h7 černý pěšec · f6 černý pěšec · g6 černý pěšec · h6 bílý věž · a5 černý pěšec · b5 černý pěšec · e5 černý pěšec · e4 bílý pěšec · g4 bílý střelec · c3 bílý pěšec · a2 bílý pěšec · b2 bílý pěšec · f2 bílý pěšec · g2 bílý pěšec · c1 bílý král · d1 bílý věž | f8 bílý jezdec · h8 černý věž · a7 černý věž · d7 černý střelec · e7 černý král · h7 černý pěšec · f6 černý pěšec · g6 černý pěšec · h6 bílý věž · a5 černý pěšec · b5 černý pěšec · e5 černý pěšec · e4 bílý pěšec · g4 bílý střelec · c3 bílý pěšec · a2 bílý pěšec · b2 bílý pěšec · f2 bílý pěšec · g2 bílý pěšec · c1 bílý král · d1 bílý věž | 6 |
| 5 | f8 bílý jezdec · h8 černý věž · a7 černý věž · d7 černý střelec · e7 černý král · h7 černý pěšec · f6 černý pěšec · g6 černý pěšec · h6 bílý věž · a5 černý pěšec · b5 černý pěšec · e5 černý pěšec · e4 bílý pěšec · g4 bílý střelec · c3 bílý pěšec · a2 bílý pěšec · b2 bílý pěšec · f2 bílý pěšec · g2 bílý pěšec · c1 bílý král · d1 bílý věž | f8 bílý jezdec · h8 černý věž · a7 černý věž · d7 černý střelec · e7 černý král · h7 černý pěšec · f6 černý pěšec · g6 černý pěšec · h6 bílý věž · a5 černý pěšec · b5 černý pěšec · e5 černý pěšec · e4 bílý pěšec · g4 bílý střelec · c3 bílý pěšec · a2 bílý pěšec · b2 bílý pěšec · f2 bílý pěšec · g2 bílý pěšec · c1 bílý král · d1 bílý věž | f8 bílý jezdec · h8 černý věž · a7 černý věž · d7 černý střelec · e7 černý král · h7 černý pěšec · f6 černý pěšec · g6 černý pěšec · h6 bílý věž · a5 černý pěšec · b5 černý pěšec · e5 černý pěšec · e4 bílý pěšec · g4 bílý střelec · c3 bílý pěšec · a2 bílý pěšec · b2 bílý pěšec · f2 bílý pěšec · g2 bílý pěšec · c1 bílý král · d1 bílý věž | f8 bílý jezdec · h8 černý věž · a7 černý věž · d7 černý střelec · e7 černý král · h7 černý pěšec · f6 černý pěšec · g6 černý pěšec · h6 bílý věž · a5 černý pěšec · b5 černý pěšec · e5 černý pěšec · e4 bílý pěšec · g4 bílý střelec · c3 bílý pěšec · a2 bílý pěšec · b2 bílý pěšec · f2 bílý pěšec · g2 bílý pěšec · c1 bílý král · d1 bílý věž | f8 bílý jezdec · h8 černý věž · a7 černý věž · d7 černý střelec · e7 černý král · h7 černý pěšec · f6 černý pěšec · g6 černý pěšec · h6 bílý věž · a5 černý pěšec · b5 černý pěšec · e5 černý pěšec · e4 bílý pěšec · g4 bílý střelec · c3 bílý pěšec · a2 bílý pěšec · b2 bílý pěšec · f2 bílý pěšec · g2 bílý pěšec · c1 bílý král · d1 bílý věž | f8 bílý jezdec · h8 černý věž · a7 černý věž · d7 černý střelec · e7 černý král · h7 černý pěšec · f6 černý pěšec · g6 černý pěšec · h6 bílý věž · a5 černý pěšec · b5 černý pěšec · e5 černý pěšec · e4 bílý pěšec · g4 bílý střelec · c3 bílý pěšec · a2 bílý pěšec · b2 bílý pěšec · f2 bílý pěšec · g2 bílý pěšec · c1 bílý král · d1 bílý věž | f8 bílý jezdec · h8 černý věž · a7 černý věž · d7 černý střelec · e7 černý král · h7 černý pěšec · f6 černý pěšec · g6 černý pěšec · h6 bílý věž · a5 černý pěšec · b5 černý pěšec · e5 černý pěšec · e4 bílý pěšec · g4 bílý střelec · c3 bílý pěšec · a2 bílý pěšec · b2 bílý pěšec · f2 bílý pěšec · g2 bílý pěšec · c1 bílý král · d1 bílý věž | f8 bílý jezdec · h8 černý věž · a7 černý věž · d7 černý střelec · e7 černý král · h7 černý pěšec · f6 černý pěšec · g6 černý pěšec · h6 bílý věž · a5 černý pěšec · b5 černý pěšec · e5 černý pěšec · e4 bílý pěšec · g4 bílý střelec · c3 bílý pěšec · a2 bílý pěšec · b2 bílý pěšec · f2 bílý pěšec · g2 bílý pěšec · c1 bílý král · d1 bílý věž | 5 |
| 4 | f8 bílý jezdec · h8 černý věž · a7 černý věž · d7 černý střelec · e7 černý král · h7 černý pěšec · f6 černý pěšec · g6 černý pěšec · h6 bílý věž · a5 černý pěšec · b5 černý pěšec · e5 černý pěšec · e4 bílý pěšec · g4 bílý střelec · c3 bílý pěšec · a2 bílý pěšec · b2 bílý pěšec · f2 bílý pěšec · g2 bílý pěšec · c1 bílý král · d1 bílý věž | f8 bílý jezdec · h8 černý věž · a7 černý věž · d7 černý střelec · e7 černý král · h7 černý pěšec · f6 černý pěšec · g6 černý pěšec · h6 bílý věž · a5 černý pěšec · b5 černý pěšec · e5 černý pěšec · e4 bílý pěšec · g4 bílý střelec · c3 bílý pěšec · a2 bílý pěšec · b2 bílý pěšec · f2 bílý pěšec · g2 bílý pěšec · c1 bílý král · d1 bílý věž | f8 bílý jezdec · h8 černý věž · a7 černý věž · d7 černý střelec · e7 černý král · h7 černý pěšec · f6 černý pěšec · g6 černý pěšec · h6 bílý věž · a5 černý pěšec · b5 černý pěšec · e5 černý pěšec · e4 bílý pěšec · g4 bílý střelec · c3 bílý pěšec · a2 bílý pěšec · b2 bílý pěšec · f2 bílý pěšec · g2 bílý pěšec · c1 bílý král · d1 bílý věž | f8 bílý jezdec · h8 černý věž · a7 černý věž · d7 černý střelec · e7 černý král · h7 černý pěšec · f6 černý pěšec · g6 černý pěšec · h6 bílý věž · a5 černý pěšec · b5 černý pěšec · e5 černý pěšec · e4 bílý pěšec · g4 bílý střelec · c3 bílý pěšec · a2 bílý pěšec · b2 bílý pěšec · f2 bílý pěšec · g2 bílý pěšec · c1 bílý král · d1 bílý věž | f8 bílý jezdec · h8 černý věž · a7 černý věž · d7 černý střelec · e7 černý král · h7 černý pěšec · f6 černý pěšec · g6 černý pěšec · h6 bílý věž · a5 černý pěšec · b5 černý pěšec · e5 černý pěšec · e4 bílý pěšec · g4 bílý střelec · c3 bílý pěšec · a2 bílý pěšec · b2 bílý pěšec · f2 bílý pěšec · g2 bílý pěšec · c1 bílý král · d1 bílý věž | f8 bílý jezdec · h8 černý věž · a7 černý věž · d7 černý střelec · e7 černý král · h7 černý pěšec · f6 černý pěšec · g6 černý pěšec · h6 bílý věž · a5 černý pěšec · b5 černý pěšec · e5 černý pěšec · e4 bílý pěšec · g4 bílý střelec · c3 bílý pěšec · a2 bílý pěšec · b2 bílý pěšec · f2 bílý pěšec · g2 bílý pěšec · c1 bílý král · d1 bílý věž | f8 bílý jezdec · h8 černý věž · a7 černý věž · d7 černý střelec · e7 černý král · h7 černý pěšec · f6 černý pěšec · g6 černý pěšec · h6 bílý věž · a5 černý pěšec · b5 černý pěšec · e5 černý pěšec · e4 bílý pěšec · g4 bílý střelec · c3 bílý pěšec · a2 bílý pěšec · b2 bílý pěšec · f2 bílý pěšec · g2 bílý pěšec · c1 bílý král · d1 bílý věž | f8 bílý jezdec · h8 černý věž · a7 černý věž · d7 černý střelec · e7 černý král · h7 černý pěšec · f6 černý pěšec · g6 černý pěšec · h6 bílý věž · a5 černý pěšec · b5 černý pěšec · e5 černý pěšec · e4 bílý pěšec · g4 bílý střelec · c3 bílý pěšec · a2 bílý pěšec · b2 bílý pěšec · f2 bílý pěšec · g2 bílý pěšec · c1 bílý král · d1 bílý věž | 4 |
| 3 | f8 bílý jezdec · h8 černý věž · a7 černý věž · d7 černý střelec · e7 černý král · h7 černý pěšec · f6 černý pěšec · g6 černý pěšec · h6 bílý věž · a5 černý pěšec · b5 černý pěšec · e5 černý pěšec · e4 bílý pěšec · g4 bílý střelec · c3 bílý pěšec · a2 bílý pěšec · b2 bílý pěšec · f2 bílý pěšec · g2 bílý pěšec · c1 bílý král · d1 bílý věž | f8 bílý jezdec · h8 černý věž · a7 černý věž · d7 černý střelec · e7 černý král · h7 černý pěšec · f6 černý pěšec · g6 černý pěšec · h6 bílý věž · a5 černý pěšec · b5 černý pěšec · e5 černý pěšec · e4 bílý pěšec · g4 bílý střelec · c3 bílý pěšec · a2 bílý pěšec · b2 bílý pěšec · f2 bílý pěšec · g2 bílý pěšec · c1 bílý král · d1 bílý věž | f8 bílý jezdec · h8 černý věž · a7 černý věž · d7 černý střelec · e7 černý král · h7 černý pěšec · f6 černý pěšec · g6 černý pěšec · h6 bílý věž · a5 černý pěšec · b5 černý pěšec · e5 černý pěšec · e4 bílý pěšec · g4 bílý střelec · c3 bílý pěšec · a2 bílý pěšec · b2 bílý pěšec · f2 bílý pěšec · g2 bílý pěšec · c1 bílý král · d1 bílý věž | f8 bílý jezdec · h8 černý věž · a7 černý věž · d7 černý střelec · e7 černý král · h7 černý pěšec · f6 černý pěšec · g6 černý pěšec · h6 bílý věž · a5 černý pěšec · b5 černý pěšec · e5 černý pěšec · e4 bílý pěšec · g4 bílý střelec · c3 bílý pěšec · a2 bílý pěšec · b2 bílý pěšec · f2 bílý pěšec · g2 bílý pěšec · c1 bílý král · d1 bílý věž | f8 bílý jezdec · h8 černý věž · a7 černý věž · d7 černý střelec · e7 černý král · h7 černý pěšec · f6 černý pěšec · g6 černý pěšec · h6 bílý věž · a5 černý pěšec · b5 černý pěšec · e5 černý pěšec · e4 bílý pěšec · g4 bílý střelec · c3 bílý pěšec · a2 bílý pěšec · b2 bílý pěšec · f2 bílý pěšec · g2 bílý pěšec · c1 bílý král · d1 bílý věž | f8 bílý jezdec · h8 černý věž · a7 černý věž · d7 černý střelec · e7 černý král · h7 černý pěšec · f6 černý pěšec · g6 černý pěšec · h6 bílý věž · a5 černý pěšec · b5 černý pěšec · e5 černý pěšec · e4 bílý pěšec · g4 bílý střelec · c3 bílý pěšec · a2 bílý pěšec · b2 bílý pěšec · f2 bílý pěšec · g2 bílý pěšec · c1 bílý král · d1 bílý věž | f8 bílý jezdec · h8 černý věž · a7 černý věž · d7 černý střelec · e7 černý král · h7 černý pěšec · f6 černý pěšec · g6 černý pěšec · h6 bílý věž · a5 černý pěšec · b5 černý pěšec · e5 černý pěšec · e4 bílý pěšec · g4 bílý střelec · c3 bílý pěšec · a2 bílý pěšec · b2 bílý pěšec · f2 bílý pěšec · g2 bílý pěšec · c1 bílý král · d1 bílý věž | f8 bílý jezdec · h8 černý věž · a7 černý věž · d7 černý střelec · e7 černý král · h7 černý pěšec · f6 černý pěšec · g6 černý pěšec · h6 bílý věž · a5 černý pěšec · b5 černý pěšec · e5 černý pěšec · e4 bílý pěšec · g4 bílý střelec · c3 bílý pěšec · a2 bílý pěšec · b2 bílý pěšec · f2 bílý pěšec · g2 bílý pěšec · c1 bílý král · d1 bílý věž | 3 |
| 2 | f8 bílý jezdec · h8 černý věž · a7 černý věž · d7 černý střelec · e7 černý král · h7 černý pěšec · f6 černý pěšec · g6 černý pěšec · h6 bílý věž · a5 černý pěšec · b5 černý pěšec · e5 černý pěšec · e4 bílý pěšec · g4 bílý střelec · c3 bílý pěšec · a2 bílý pěšec · b2 bílý pěšec · f2 bílý pěšec · g2 bílý pěšec · c1 bílý král · d1 bílý věž | f8 bílý jezdec · h8 černý věž · a7 černý věž · d7 černý střelec · e7 černý král · h7 černý pěšec · f6 černý pěšec · g6 černý pěšec · h6 bílý věž · a5 černý pěšec · b5 černý pěšec · e5 černý pěšec · e4 bílý pěšec · g4 bílý střelec · c3 bílý pěšec · a2 bílý pěšec · b2 bílý pěšec · f2 bílý pěšec · g2 bílý pěšec · c1 bílý král · d1 bílý věž | f8 bílý jezdec · h8 černý věž · a7 černý věž · d7 černý střelec · e7 černý král · h7 černý pěšec · f6 černý pěšec · g6 černý pěšec · h6 bílý věž · a5 černý pěšec · b5 černý pěšec · e5 černý pěšec · e4 bílý pěšec · g4 bílý střelec · c3 bílý pěšec · a2 bílý pěšec · b2 bílý pěšec · f2 bílý pěšec · g2 bílý pěšec · c1 bílý král · d1 bílý věž | f8 bílý jezdec · h8 černý věž · a7 černý věž · d7 černý střelec · e7 černý král · h7 černý pěšec · f6 černý pěšec · g6 černý pěšec · h6 bílý věž · a5 černý pěšec · b5 černý pěšec · e5 černý pěšec · e4 bílý pěšec · g4 bílý střelec · c3 bílý pěšec · a2 bílý pěšec · b2 bílý pěšec · f2 bílý pěšec · g2 bílý pěšec · c1 bílý král · d1 bílý věž | f8 bílý jezdec · h8 černý věž · a7 černý věž · d7 černý střelec · e7 černý král · h7 černý pěšec · f6 černý pěšec · g6 černý pěšec · h6 bílý věž · a5 černý pěšec · b5 černý pěšec · e5 černý pěšec · e4 bílý pěšec · g4 bílý střelec · c3 bílý pěšec · a2 bílý pěšec · b2 bílý pěšec · f2 bílý pěšec · g2 bílý pěšec · c1 bílý král · d1 bílý věž | f8 bílý jezdec · h8 černý věž · a7 černý věž · d7 černý střelec · e7 černý král · h7 černý pěšec · f6 černý pěšec · g6 černý pěšec · h6 bílý věž · a5 černý pěšec · b5 černý pěšec · e5 černý pěšec · e4 bílý pěšec · g4 bílý střelec · c3 bílý pěšec · a2 bílý pěšec · b2 bílý pěšec · f2 bílý pěšec · g2 bílý pěšec · c1 bílý král · d1 bílý věž | f8 bílý jezdec · h8 černý věž · a7 černý věž · d7 černý střelec · e7 černý král · h7 černý pěšec · f6 černý pěšec · g6 černý pěšec · h6 bílý věž · a5 černý pěšec · b5 černý pěšec · e5 černý pěšec · e4 bílý pěšec · g4 bílý střelec · c3 bílý pěšec · a2 bílý pěšec · b2 bílý pěšec · f2 bílý pěšec · g2 bílý pěšec · c1 bílý král · d1 bílý věž | f8 bílý jezdec · h8 černý věž · a7 černý věž · d7 černý střelec · e7 černý král · h7 černý pěšec · f6 černý pěšec · g6 černý pěšec · h6 bílý věž · a5 černý pěšec · b5 černý pěšec · e5 černý pěšec · e4 bílý pěšec · g4 bílý střelec · c3 bílý pěšec · a2 bílý pěšec · b2 bílý pěšec · f2 bílý pěšec · g2 bílý pěšec · c1 bílý král · d1 bílý věž | 2 |
| 1 | f8 bílý jezdec · h8 černý věž · a7 černý věž · d7 černý střelec · e7 černý král · h7 černý pěšec · f6 černý pěšec · g6 černý pěšec · h6 bílý věž · a5 černý pěšec · b5 černý pěšec · e5 černý pěšec · e4 bílý pěšec · g4 bílý střelec · c3 bílý pěšec · a2 bílý pěšec · b2 bílý pěšec · f2 bílý pěšec · g2 bílý pěšec · c1 bílý král · d1 bílý věž | f8 bílý jezdec · h8 černý věž · a7 černý věž · d7 černý střelec · e7 černý král · h7 černý pěšec · f6 černý pěšec · g6 černý pěšec · h6 bílý věž · a5 černý pěšec · b5 černý pěšec · e5 černý pěšec · e4 bílý pěšec · g4 bílý střelec · c3 bílý pěšec · a2 bílý pěšec · b2 bílý pěšec · f2 bílý pěšec · g2 bílý pěšec · c1 bílý král · d1 bílý věž | f8 bílý jezdec · h8 černý věž · a7 černý věž · d7 černý střelec · e7 černý král · h7 černý pěšec · f6 černý pěšec · g6 černý pěšec · h6 bílý věž · a5 černý pěšec · b5 černý pěšec · e5 černý pěšec · e4 bílý pěšec · g4 bílý střelec · c3 bílý pěšec · a2 bílý pěšec · b2 bílý pěšec · f2 bílý pěšec · g2 bílý pěšec · c1 bílý král · d1 bílý věž | f8 bílý jezdec · h8 černý věž · a7 černý věž · d7 černý střelec · e7 černý král · h7 černý pěšec · f6 černý pěšec · g6 černý pěšec · h6 bílý věž · a5 černý pěšec · b5 černý pěšec · e5 černý pěšec · e4 bílý pěšec · g4 bílý střelec · c3 bílý pěšec · a2 bílý pěšec · b2 bílý pěšec · f2 bílý pěšec · g2 bílý pěšec · c1 bílý král · d1 bílý věž | f8 bílý jezdec · h8 černý věž · a7 černý věž · d7 černý střelec · e7 černý král · h7 černý pěšec · f6 černý pěšec · g6 černý pěšec · h6 bílý věž · a5 černý pěšec · b5 černý pěšec · e5 černý pěšec · e4 bílý pěšec · g4 bílý střelec · c3 bílý pěšec · a2 bílý pěšec · b2 bílý pěšec · f2 bílý pěšec · g2 bílý pěšec · c1 bílý král · d1 bílý věž | f8 bílý jezdec · h8 černý věž · a7 černý věž · d7 černý střelec · e7 černý král · h7 černý pěšec · f6 černý pěšec · g6 černý pěšec · h6 bílý věž · a5 černý pěšec · b5 černý pěšec · e5 černý pěšec · e4 bílý pěšec · g4 bílý střelec · c3 bílý pěšec · a2 bílý pěšec · b2 bílý pěšec · f2 bílý pěšec · g2 bílý pěšec · c1 bílý král · d1 bílý věž | f8 bílý jezdec · h8 černý věž · a7 černý věž · d7 černý střelec · e7 černý král · h7 černý pěšec · f6 černý pěšec · g6 černý pěšec · h6 bílý věž · a5 černý pěšec · b5 černý pěšec · e5 černý pěšec · e4 bílý pěšec · g4 bílý střelec · c3 bílý pěšec · a2 bílý pěšec · b2 bílý pěšec · f2 bílý pěšec · g2 bílý pěšec · c1 bílý král · d1 bílý věž | f8 bílý jezdec · h8 černý věž · a7 černý věž · d7 černý střelec · e7 černý král · h7 černý pěšec · f6 černý pěšec · g6 černý pěšec · h6 bílý věž · a5 černý pěšec · b5 černý pěšec · e5 černý pěšec · e4 bílý pěšec · g4 bílý střelec · c3 bílý pěšec · a2 bílý pěšec · b2 bílý pěšec · f2 bílý pěšec · g2 bílý pěšec · c1 bílý král · d1 bílý věž | 1 |
|   | a | b | c | d | e | f | g | h |   |

Šachrijar Mamedjarov – Samy Shoker, Světový pohár 2013: 1. d4 Jf6 2. Jf3 c5 3. d5 b5 4. Sg5 Je4 5. h4 g6 6. Sf4 Sg7 7. c3 Sb7 8. h5 e6 9. dxe6 dxe6 10. Dxd8+ Kxd8 11. Jbd2 Jxd2 12. O-O-O Jc6 13. Jxd2 Ke7 14. Je4 Je5 15. Jxc5 Sd5 16. e4 Sc6 17. Se2 a5 18. Sg5 f6 19. Sf4 Jf7 20. Sg4 e5 21. Se3 Va7 22. h6 Sf8 23. Je6 Sh6 24. Sxh6 Jxh6 25. Vxh6 Sd7 26. Jf8! Sxg4 27. Jxg6+! Ke6 28. f3 a černý se vzdal.